# Bataille de Hatfield Chase
La bataille de Hatfield Chase (en vieil anglais « Haethfelth ») eut lieu le 12 octobre 633 à Hatfield Chase, près de Doncaster, dans le Yorkshire. Elle opposa les Northumbriens menés par leur roi Edwin à une alliance des Gallois du Gwynedd et des Merciens, conduits par leurs souverains respectifs Cadwallon ap Cadfan et Penda. Le champ de bataille était une zone marécageuse, à environ 8 milles au nord-est de Doncaster, sur la rive sud de la rivière Don. Ce fut une victoire décisive pour les Gallois et les Merciens : Edwin fut tué et son armée défaite, ce qui entraîna l'effondrement temporaire du royaume de Northumbrie.

## Contexte

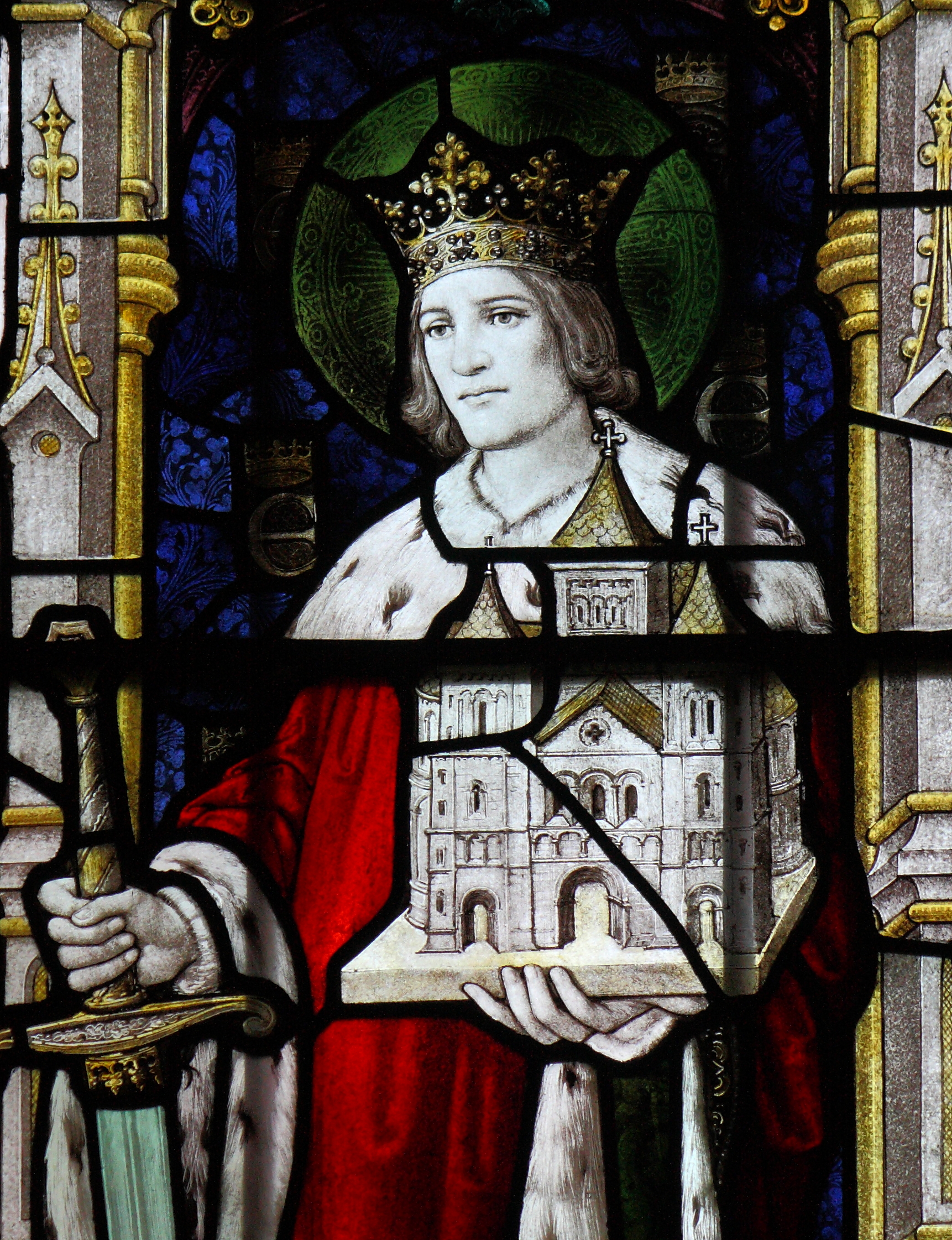
Edwin de Northumbrie.

Edwin, alors le plus puissant souverain de Grande-Bretagne, aurait vaincu Cadwallon quelques années avant cette bataille : Bède indique que l'autorité d'Edwin s'étendait sur ce qu'il appelle les « îles mévaniennes », l'une d'entre elles étant Anglesey,, et une autre source mentionne un siège subi par Cadwallon sur Puffin Island (ou Glannauc),, au large de la côte d'Anglesey. 
Cadwallon réussit cependant, plus tard, à vaincre et chasser les Northumbriens de ses terres et s'allia alors à Penda, Cadwallon étant le membre le plus puissant de cette alliance. Le statut de Penda en Mercie est incertain : Bède suggère qu'il n'était pas encore roi, mais qu'il le devint peu après Hatfield ; la Chronique anglo-saxonne, en revanche, précise qu'il devint roi en 626. L'armée gallo-mercienne entra en bataille contre celle d'Edwin à Hatfield, au nord de Doncaster.

## Issue de la bataille
La bataille fut un désastre pour la Northumbrie. Avec la mort d'Edwin et de son fils Osfrith, ainsi que la capture de son autre fils Eadfrith (qui fut plus tard tué), le royaume fut divisé entre Bernicie et Deira, les deux États qui avaient été unifiés par Æthelfrith, le prédécesseur d'Edwin. Eanfrith, un des fils d'Æthelfrith, revint d'exil et prit le pouvoir en Bernicie, tandis que le cousin d'Edwin, Osric, s'en empara en Deira. Cadwallon continua à mener une guerre sans merci contre les Northumbriens, et ne fut stoppé qu'après sa défaite face à Oswald à Heavenfield (aussi connu sous le nom de Deniseburna ou Cantscaul) un an après Hatfield,,.
L'historien David P. Kirby suggère que la défaite d'Edwin fut en fait le résultat d'une vaste alliance d'intérêts opposés à lui, dont fit partie la lignée bernicienne déchue d'Æthelfrith. Cependant, compte tenu de l'hostilité existante entre Cadwallon et les fils d'Æthelfrith, une telle alliance ne put avoir survécu longtemps après la bataille.